# Fundación del Toro de Lidia
La Fundación del Toro de Lidia es una organización sin ánimo de lucro con sede en Madrid (España) y cuyo fin es promocionar y defender la tauromaquia.

## Objetivos
La Fundación tiene como fin, fomentar, conservar, mejorar, defender, promover, divulgar el toro de lidia y la tauromaquia, como cultura y disciplina artística, en todos los ámbitos, aspecto material e inmaterial y sectores, facilitando y velando por el derecho de todos a su conocimiento acceso y libre ejercicio en todas sus manifestaciones.
La Fundación del Toro de Lidia es el interlocutor referente del mundo taurino al estar representados en su organigrama todos los sectores que dan forma a la Tauromaquia.

## Trayectoria
Se presentó públicamente en octubre de 2015 a iniciativa de la Unión de Criadores de Toros de Lidia. En su primer año de existencia, consiguió aglutinar a todos los actores vinculados con el espectáculo taurino, incluyendo a las principales figuras del toreo y a ganaderos, empresarios y aficionados. Se sostiene sobre la base de donaciones individuales y voluntarias.

Patronato de la Fundación del Toro de Lidia

Uno de los aspectos en los que la Fundación ha tenido mayor repercusión pública ha sido gracias a las numerosas acciones legales que ha emprendido en defensa de la tauromaquia. La otra actuación que le ha dado notoriedad fue la corrida de homenaje a Víctor Barrio que se celebró el 4 de septiembre de 2015 en Valladolid, con un cartel elaborado por el pintor Miquel Barceló, y que también sirvió para recaudar fondos para la Fundación.
El 9 de octubre de 2018, por iniciativa de la Fundación y por primera vez, se celebró en Valencia el Día de la Tauromaquia con un concurso de recortes por la mañana y un festival por la tarde.  
Para paliar, en cierta manera, las consecuencias del COVID-19, la Fundación ha desarrollado una iniciativa denominada "Gira de la Reconstrucción", a través de la cual se retransmiten en directo por el Canal Toros de Movistar, veintiún festejos taurinos, en plazas de tercera categoría.

## Proyectos
A lo largo de su historia la Fundación Toro de Lidia ha ido añadiendo proyectos en diferentes frentes conforme iba creciendo, entre ellos se encuentran los siguientes

### Capítulos
Los capítulos de la fundación toro de lidia son delegaciones provinciales con el fin de representar a la sociedad civil, sus objetivos son: Mejorar la capacidad de respuesta de la tauromaquia a nivel local, Divulgar la cultura taurina, Aglutinar el respaldo del mundo del toro en la provincia Integrar la tauromaquia en la universidad, ser referentes del mundo del toro ante instituciones y colectivos, establecer un desarrollo desde lo local, con sus iniciativas y cultura. Actualmente hay 10 delegaciones en las siguientes provincias
| Capítulo       | Comunidad Autónoma | Coordinador         | Fecha de creación       | Referencias   |
| -------------- | ------------------ | ------------------- | ----------------------- | ------------- |
| Málaga         | Andalucía          | Aurelio López       | 15 de marzo de 2018     | [ 7 ] [ 8 ]   |
| Albacete       | Castilla-La Mancha | Jesús Cuesta        | 26 de abril de 2018     | [ 9 ] [ 10 ]  |
| Salamanca      | Castilla y León    | Beatriz Montejo     | 20 de julio de 2018     | [ 11 ] [ 12 ] |
| Pontevedra     | Galicia            | José Vicente Martín | 24 de julio de 2018     | [ 13 ] [ 14 ] |
| Granada        | Andalucía          | Fernando Navarro    | 14 de noviembre de 2018 | [ 15 ] [ 16 ] |
| Cantabria      | Cantabria          | Licinia Muñiz       | 8 de diciembre de 2018  | [ 17 ] [ 18 ] |
| Badajoz        | Extremadura        | Luis Carlos Franco  | 7 de marzo de 2019      | [ 19 ] [ 20 ] |
| Tarragona      | Cataluña           | Guillem Carles      | 6 de diciembre de 2019  | [ 21 ] [ 22 ] |
| Córdoba        | Andalucía          | Francisco Gordón    | 19 de febrero de 2020   | [ 23 ] [ 24 ] |
| Islas Baleares | Islas Baleares     | Tomeu Simonet       | 8 de marzo de 2021      | [ 25 ]        |

### RACTU
La Red de Asociaciones Culturales Taurinas Universitarias (R.A.C.T.U.) una red que aporta soporte y una guía de actuación a todas aquellas asociaciones universitarias que se creen o se quieran acoger al programa, nace para retomar el terreno perdido por la tauromaquia en el centro neurálgico del conocimiento, la universidad.
Actualmente existe 12 RACTU repartidos por toda España, entre ellos se encuentran los siguientes:
| RACTU                     | Provincia            | Comunidad Autónoma | Fecha de Adhesión       | Referencias |
| ------------------------- | -------------------- | ------------------ | ----------------------- | ----------- |
| Taurociencia              | Madrid               | Madrid             | mayo de 2018            | [ 26 ]      |
| Minotauro                 | Málaga               | Andalucía          | 19 de julio de 2018     | [ 27 ]      |
| ACODIL                    | León                 | Castilla y León    | julio de 2018           | [ 28 ]      |
| AETOBRA                   | Murcia               | Murcia             | julio de 2018           | [ 29 ]      |
| TauroAmigo                | Valencia             | Valencia           | septiembre de 2018      | [ 30 ]      |
| A.C.T.U.A.                | Albacete             | Castilla-La Mancha | 19 de noviembre de 2018 | [ 31 ]      |
| Alimón                    | Jaén                 | Andalucía          | diciembre de 2018       | [ 32 ]      |
| Unitauro                  | Salamanca            | Castilla y León    | 19 de diciembre de 2018 | [ 33 ]      |
| Juventud Taurina de Jerez | Jerez de la Frontera | Andalucía          | 21 de marzo de 2019     | [ 34 ]      |
| Aula del Toro bravo       | Córdoba              | Andalucía          | 15 de octubre de 2019   | [ 35 ]      |
| A.C.T.U.S.                | Sevilla              | Andalucía          | 12 de diciembre de 2019 | [ 36 ]      |
| Club Taurino de Belagua   | Pamplona             | Navarra            | 5 de febrero de 2020    | [ 36 ]      |

### Día de la Tauromaquia
El 12 de septiembre de 2018 la fundación toro de lidia presentó el proyecto del día de la tauromaquia, el cual tuvo lugar el 9 de octubre en la plaza de toros de Valencia con motivo del día de la Comunidad Valencia, este acontecimiento tuvo como objetivo un día de jornadas taurinas para reivindicar la tauromaquia así del mismo modo para obtener unos beneficios para implementar su estrategia en defensa y promoción de la tauromaquia. La jornada contó con dos espectáculos taurinos, el primero fue un festejo de recortes matinal donde actuaron los mejores recortadores en activos y aquellos que ya se retiraron pero volvieron para la ocasión, recortando ejemplares de las ganaderías de Adolfo Martín, Victorino Martín, Partido de Resina, Torrestrella, Saltillo, Samuel Flores y Antonio López Gibaja.
Por la tarde se celebró un festival taurino en el que estuvieron acartelado el rejoneador Fermín Bohórquez, los toreros Enrique Ponce, El Juli, José Mari Manzanares, Román Collado, Álvaro Lorenzo y el novillero Borja Collado, con novillos de las ganaderías de Fermín Bohórquez, Daniel Ruiz, Garcigrande, Núñez del Cuvillo, Juan Pedro Domecq y Fuente Ymbro.
Parte de los beneficios del festival fue donado en beneficio en la lucha contra el cáncer infantil, en memoria de Adrián Hinojosa.
En 2020 estaba previsto que se celebrase de nuevo el día de la tauromaquia aunque esta vez en la plaza de toros de Málaga, pero por motivos de agenda de los actuantes tuvo que ser aplazado sin una fecha fija debido a la pandemia del Covid-19.

### Circuitos de Novilladas
El Circuito de Novilladas es una plataforma de difusión y fomento de la celebración de novilladas en España. La iniciativa surgió a lo largo del año 2020, donde tuvo lugar la celebración del Circuito de Novilladas de Andalucía y el Circuito de Novilladas de Castilla y León, y que durante el año 2021 se amplió a otros territorios como a la Comunidad de Madrid, el norte de España y la zona del Levante. En los distintos ciclos se contó con la colaboración de entidades públicas como la Junta de Andalucía, la Junta de Castilla y León o la Comunidad de Madrid además de entidades privadas como la Fundación Caja Rural.
Con una programación total para 2021 de 35 novilladas picadas, la Fundación del Toro de Lidia promovió la creación de la denominada como Liga Nacional de Novilladas, como una entidad capaz de coordinar la celebración de los cinco circuitos creados.

## Asuntos judiciales

### Villena

Victorino en el senado

En 2016, siendo alcalde Francisco Javier Esquembre, el Ayuntamiento de Villena denegó una solicitud de la Peña Cultural Taurina Villenense para organizar una corrida de toros alegando la no conveniencia de asociar al municipio las connotaciones derivadas de este tipo de manifestación cultural. En ese momento, la Fundación del Toro de Lidia, en representación de la peña taurina local, inició la vía contencioso-administrativa contra dicha resolución.
Tras pasar por instancias inferiores, el Tribunal Superior de Justicia de la Comunidad Valenciana falló a favor de las pretensiones de la acusación y condenó al consistorio a abonar las costas del procedimiento, alegando que el Ayuntamiento no tiene competencias para cuestionar los rasgos jurídicos que definen la tauromaquia como bien de interés cultural ni para autorizar o denegar la celebración de espectáculos taurinos.
En 2017, tras una nueva denegación por parte del Ayuntamiento, se decidió iniciar un procedimiento judicial análogo al del año anterior. En este sentido, los tribunales insistieron en afirmar que la tauromaquia es parte del patrimonio cultural protegido en todo el territorio nacional y, por tanto, los poderes públicos tienen que cumplir la exigencia legal en cuestión.
Un año después, la Peña Cultural y la Fundación volvieron a solicitar la Plaza de Toros de Villena para la celebración de una corrdia de toros; solicitud que se denegó táctiamente por silencio administrativo.
Tras recurrir esa denegación, el Tribunal alegó que el hecho de no dar razones para denegar la solicitud colocaba a los demandantes en una situación de indefensión, y por ello, condenó por tercera vez al Ayuntamiento. 
En paralelo a la vía contencioso-administrativa, la Fundación inició un procedimiento por la vía penal contra Esquembre por su actitud arbitraria al seguir denegando las solicitudes a pesar de las diferentes sentencias en su contra. Este procedimiento fue admitido a trámite el 28 de mayo de 2019 y, un mes después, el Juzgado de Primera Instancia n.º 2 de Villena apreció la existencia de indicios del presunto delito de prevaricación.
El 2 de septiembre de 2019 el Ayuntamiento de Villena, siendo alcalde Fulgencio Cerdán, autorizó la celebración de una corrida de toros para el 7 del mismo mes.

## Publicaciones
- VV.AA. (2021). La tauromaquia frente a la censura. Artículos y discursos de la Fundación del Toro de Lidia (2016-2020). Torrazza (Italia): Amazon Print.[59]

## Premios

### 2016
- El 10 de septiembre de 2016 recibió el I trofeo Trofeo Víctor Barrio a la defensa de la tauromaquia por parte de la asociación riojana Círculo Cultural Taurus[60]
- El 25 de octubre de 2016 recogió el premio Cultura y tradición taurina a la defensa y conservación del toro de lidia y la tauromaquia, concedido por los Premios Solidarios del Festival de las Naciones 2016.[61]
- La asociación Malagueña de la Tauromaquia premió a la fundación, en la XIX Jornada en Defensa de la Cultura de la Tauromaquia, por su labor de defensa jurídica y promoción social de la fiesta[62]
- El 27 de septiembre de 2016 la Juventud Taurina de Salamanca concedió el II Premio Valores del Toreo a la Fundación Toro de Lidia[63]

### 2017
- El 30 de marzo de 2017, la fundación recibió el galardón del ‘Club Taurino Paul Ricard’ por la labor realizada en defensa de la tauromaquia[64]

### 2018
- El 2 de abril de 2018, Caja Rural del Sur le concedió el XIII Trofeo Pepe Luis Vázquez en la categoría de Personalidad destacada por su apoyo y promoción de la fiesta taurina.[65]
- El 20 de junio de 2018 se le otorgó el Premio extraordinario en los Premios Taurinos San Isidro 2018, dentro de los XIV premios taurinos de Onda Cero.[66]
- El 23 de noviembre de 2018 recibió el premio en defensa de la fiesta nacional por su labor en todo aquello relacionado con la defensa de la tauromaquia, dentro de los XVII premios taurinos del Club Financiero Génova[67]
- El 30 de octubre de 2018 recogió el premio Tertulia Taurina Amigos de Nimesen reconocimientos a la labor de defensa y promoción del toro[68]

### 2019
- El 19 de enero de 2019 recibió una distinción especial del Club Taurino de Cehegín por la labor realizada en defensa de la tauromaquia[69]
- El 19 de enero de 2019 recibió el Premio Medalla de Oro por las diferentes actividades realizadas en defensa de la Tauromaquia[70]

### 2020
- El 30 de octubre de 2020 se anunció la concesión del Premio Nacional de Tauromaquia, concedido por el Ministerio de Cultura, por la "capacidad para aglutinar a los distintos sectores profesionales taurinos en la defensa y promoción de la Tauromaquia".[71]